# Cinara alaskana
Cinara alaskana är en insektsart som beskrevs av Hottes 1964. Cinara alaskana ingår i släktet Cinara och familjen långrörsbladlöss. Inga underarter finns listade i Catalogue of Life.